# Bactrocantharis bogatchevi
Bactrocantharis bogatchevi es una especie de coleóptero de la familia Cantharidae.

## Distribución geográfica
Habita en Uzbekistán.